# كفاس

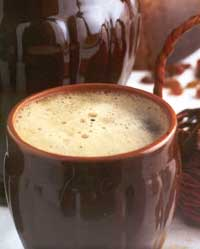
مشروب "كفاس"

كَفَاس هو مشروب سلافي تقليدي مخمر يُصنع عادة من خبز الجاودار، والمعروف في العديد من دول أوروبا الشرقية وخاصة في أوكرانيا وروسيا باسم الخبز الأسود. يساهم لون الخبز المستخدم في لون الشراب الناتج. ويصنف على أنه مشروب غير كحولي حسب المعايير الروسية، حيث أن محتوى الكحول من التخمير عادة ما يكون منخفضا (0.5-1.0٪). وقد يطعم بنكهة الفواكه مثل الفراولة والزبيب، أو مع الأعشاب مثل النعناع.
وهو يحظى بشعبية خاصة في معظم البلدان السلافية الشمالية، بما في ذلك أوكرانيا و بولندا وصربيا، ولكن ليس في جمهورية التشيك أو سلوفاكيا. وهو معروف أيضا في بلدان البلطيق. الكفاس هو أيضا ذو شعبية في جميع أنحاء منغوليا وجورجيا وأذربيجان وطاجيكستان وكازاخستان وأوزبكستان وأرمينيا. ويوجد العديد من البائعين الذين يبيعون الكفاس في الشوارع. وهو أيضا ذو شعبية في مناطق هاربن  وشينجيانغ في الصين، حيث يظهر تأثير الثقافة الروسية.